# Gare de Hoeselt
La gare de Hoeselt (anciennement Hoesselt) est une ancienne gare ferroviaire belge de la ligne 34, de Liège à Hasselt située sur le territoire de la commune de Hoeselt, dans la province de Limbourg en Région flamande.

## Situation ferroviaire
La gare de Hoeselt se trouvait au point kilométrique (PK) 35.5 de la ligne 34, de Liège à Hasselt entre les gares ouvertes de Tongres et Bilzen.

## Histoire
La Compagnie du chemin de fer Liégeois-Limbourgeois inaugure le 10 novembre 1863 la section de Hasselt à Tongres, comprenant une gare à Hoeselt.
La compagnie est reprise par les Chemins de fer de l'État belge en 1896. Peu de temps après, ces derniers érigent un nouveau bâtiment des recettes de plan type 1895. Très proche stylistiquement de celui de la gare de Bilzen, qui existe toujours, il s'en distingue par son aile gauche de quatre travées au lieu de cinq.
Le trafic des marchandises finit par disparaître et, celui des voyageurs étant jugé trop faible, la SNCB ferme la gare de Hoeselt lors de l'instauration du plan IC-IR le 3 juin 1984. L'arrêt le plus proche est désormais la gare de Bilzen.